# 장솜이
장솜이(1991년 2월 25일 ~ )는 대한민국의 배우이다.

## 출연작

### 드라마
- 《저 하늘에 태양이》 (2016년, KBS2) - 채비서 역
- 《리턴》 (2018년, SBS) - 나경란 역

### 영화
| 연도 | 제목                            | 역할        | 비고 |
| ---- | ------------------------------- | ----------- | ---- |
| 2018 | 《마중: 커피숍 난동 수다 사건》 | 통유리 미녀 |      |
| 2018 | 《훈이》                        |             |      |
| 2021 | 화이트 데이 : 부서진 결계       | 유지민 역   |      |

## 수상
- 2016년 아시아 퍼스트 브랜드 어워즈 아시아 베스트 라이징 스타 어워드